# 中井哲之
中井 哲之（なかい てつゆき、1962年7月6日 - ）は広島県廿日市市出身の高校野球指導者。広陵高等学校硬式野球部監督、社会科教諭。大阪商業大学卒業。

## 人物・概要
広陵高校3年の1980年、第52回選抜高等学校野球大会に1番遊撃手として、第62回全国高等学校野球選手権大会は1番三塁手として出場。この年広陵は、ロッキングモーションのアンダースローで話題を呼んだ渡辺一博と原伸次（元広島）のバッテリーで優勝候補の一角に挙げられたが、春は準決勝で中西清起らの高知商業に、夏は準々決勝で藤本博史らのいた天理高校に敗れた。中井も園川一美（九州学院）ら全試合で好投手とあたったため、6試合でヒット5本と振るわなかったが、ノーサインで盗塁を許された俊足で効果的な盗塁を何度か決めた。
大阪商業大学を経て1985年、母校・広陵高校の商業科教諭となり野球部コーチに就任。1990年4月、野球部監督に27歳で就任。翌1991年春の選抜で同校を65年ぶりの優勝に導いた。決勝では松商学園高のエース・上田佳範（元中日）を打ち込んだ。
2003年春には西村健太朗（巨人）、白濱裕太（広島）、上本博紀（阪神）らを擁して再び全国制覇した。
2007年夏の甲子園、選抜優勝の常葉菊川を準決勝で下して決勝まで進出。80年前と40年前に果たせなかった夏の全国制覇に挑むが、決勝戦の対佐賀北高戦でエースの野村祐輔（広島）が押し出し四球の直後に逆転満塁本塁打を打たれ、敗れた。
なお、この試合後に審判の判定を批判する発言を行ったために中井は高野連から厳重注意処分を受けた。
2021年4月、広陵高校女子硬式野球部の総監督に兼任で就任することが発表された（ただし高野連の野球憲章の規定により、別組織の所属である女子野球部には登録しておらず、他の担当教諭が監督やコーチを務めており、校内の独自的な立場である）。

## 主な教え子
- 二岡智宏（元北海道日本ハムファイターズ）
- 福原忍（元阪神タイガース）
- 佐竹健太（元東北楽天ゴールデンイーグルス）
- 山﨑賢太（元中日ドラゴンズ）
- 稲田直人（元横浜DeNAベイスターズ）
- 川本大輔（元読売ジャイアンツ）
- 新井良太（元阪神タイガース）
- 西村健太朗（元読売ジャイアンツ）
- 白濱裕太（元広島東洋カープ）
- 上本博紀（元阪神タイガース）
- 俊介（元阪神タイガース）
- 吉川光夫（栃木ゴールデンブレーブス）
- 野村祐輔（広島東洋カープ）
- 土生翔平（広島東洋カープ）
- 小林誠司（読売ジャイアンツ）
- 中田廉（広島東洋カープ）
- 上本崇司（広島東洋カープ）
- 有原航平（福岡ソフトバンクホークス）
- 福田周平（オリックス・バファローズ）
- 上原健太（北海道日本ハムファイターズ）
- 佐野恵太（横浜DeNAベイスターズ）
- 中村奨成（広島東洋カープ）
- 河野佳（広島東洋カープ）
- 高太一（広島東洋カープ）
- 石原勇輝（東京ヤクルトスワローズ）
- 水口拓弥（プロ野球審判員）
- 宗山塁（東北楽天ゴールデンイーグルス）
- 渡部聖弥（埼玉西武ライオンズ）

## 甲子園での成績
- 春：出場14回・24勝12敗1分け・勝率.667・優勝2回
- 夏：出場9回・15勝9敗・勝率.625・準優勝2回
- 通算：出場23回・39勝21敗1分け・勝率.650・優勝2回・準優勝2回

## キャリア・経歴
- 選抜高等学校野球大会優勝監督（1991年、2003年）